# 東印度公司書院
東印度公司書院（East India Company College）成立於1805年，於1858年關閉，是附屬於英國東印度公司的書院。
書院為16至18歲學生教授一般知識，並提供職業培訓。學生均須由東印度公司的董事推薦到公司的海外文官部門，方會被取錄。學生通常要上四個學期，每學期為6個月。

## 歷史

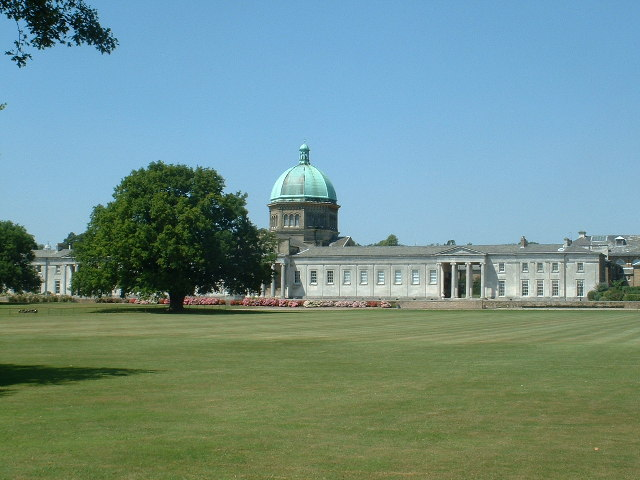
今日的黑利伯里書院，當年曾經是東印度公司書院。

書院最初設於赫特福德城堡（Hertford Castle）作為臨時校舍，隨後於1809年遷至赫特福德附近赫特福德荒原的新校舍，而該校舍現今成為黑利伯里書院）（Haileybury College）。書院校舍由建築師威廉·威爾金茲（William Wilkins）所設計，威爾金茲隨後曾設計倫敦的英國國立美術館，兩者在風格上十分相似。
在1856年，書院的取錄方法由以往靠董事推薦，改由以富競爭的入學考試選取學生。到了1857年，印度本土爆發了民族起義，英國政府遂在1858年1月從東印度公司接管印度的行政權，書院亦隨之關閉。

## 著名教授
托馬斯·羅伯特·馬爾薩斯自1805年起在書院任教，並且是英國首位政治經濟學教授。至於查爾斯·巴貝奇就曾於1816年在該校尋求教席。詹姆士·麥金托什（James Mackintosh）則自1818年至1824年在書院教授法律和政治。另外，書院更常設有波斯語教授，以教授亞洲語言。

## 著名校友
- 亨利·巴特爾·弗里爾
- 約翰·羅素·科爾文

## 延伸阅读
- Danvers, Frederick Charles; Martineau, Harriet; Monier-Williams, Monier; Bayley, Steuart Colvin; Wigram, Percy; Sapte, Brand. . Westminster: Archibald Constable. 1894.
- Farrington, Anthony (编). . London: H.M.S.O. 1976.